# Храм Фоґуан
Храм Фоґуан (кит.: 佛光寺) — буддистський храм, що розташований за п'ять кілометрів від Доуцуню, повіту Утай, провінції Шаньсі Китайської Народної Республіки. Основним залом цього храму є Великий Східний Зал, збудований у 857 н. е., впродовж династії Тан (618—907). Відповідно до архітектурних записів це третя найдавніша дерев'яна структура Китаю, що збереглась. Його було перевідкрито істориком архітектури 20-го століття Лянем Сиченем (1901—1972) у 1937, тоді як старіший зал у храмі Наньчань було відкрито тією ж командою лише через рік. У храмі також є інший значний зал, що датується 1137 й називається залом Манджушрі. На додаток до цього, друга найстаріша з існуючих пагода Китаю (після пагоди Сун'юе), що датується 6-тим століттям, також розташована на території храму. На сьогодні храм є частиною світової спадщини ЮНЕСКО та наразі у процесі реставрації.

## Історія
Храм було започатковано у п'ятому столітті впродовж династії Північна Вей. З 785 по 820 храм перебував у активному процесі будівництва, тоді було збудовано трирівневий 32 м павільйон. 845 року імператор У-цзун заборонив буддизм у Китаї. У рамках переслідування храм Фоґуан було повністю спалено, таким чином з ранньої історії лише пагода Цзуши змогла залишитись. Через дванадцять років по тому, у 857 храм було відбудовано, на місці старого трьохповерхового павільйону було збудовано Великий Східний Зал.
Більшість коштів необхідних на спорудження залу було надано жінкою на ім'я Нін Ґун'юй, а саме спорудження велось монахом на ім'я Юаньчен. У 10 столітті зображення храму Фоґуан було нанесено на стінах 61 печери гротів Моґао. Однак, скоріше за все, художники ніколи не бачили сам храм, оскільки головний зал зображено як двоповерхову білу будівлю з зеленим глазурованим дахом, що дуже відрізняється від вигляду червоно-білого Великого Східного Залу. Це зображення вказує на те, що храм Фоґуан був важливим пунктом паломництва буддистів. 1137 року за династії Дзінь, на північній стороні храму було споруджено зал Манджушрі, а також інший зал присвячений Самантабхадрі Samantabhadra, що було спалено за династії Цін (1644—1912).
1930 року Товариство з дослідження китайської архітектури розпочало пошуки старовинних будівель Китаєм. На сьомому році пошуків архітектурна команда очолювана Лянем Сиченем відкрила що храм Фоґуан є реліквією династії Тан. Лян зміг визначити вік будівлі після того, як його дружина знайшла напис на одній з крокв. Точність оцінки віку було підтверджено вивченням будівлі Лянем, що збіглось з відомою інформацією про будівлі періоду Тан.

## Структура

План храму

На відміну від інших китайських храмів, що орієнтовані у позицію південь-північ, храм Фоґуан орієнтований у позицію схід-захід, оскільки на сході, півночі та півдні розташовані гори. Наявність гір за будівлею за віруванням допомагає покращити її Фен-Шуй. Храм складається з двох основних залів. Північний, зал Манджушрі збудовано у 1147 за династії Дзінь. Найбільший зал, Великий Східний Зал було споруджено 857 року впродовж часів Династії Тан. Інший великий зал, відомий як зал Самантабхара раніше був у південній частині монастиря, однак не зберігся.

### Великий Східний Зал

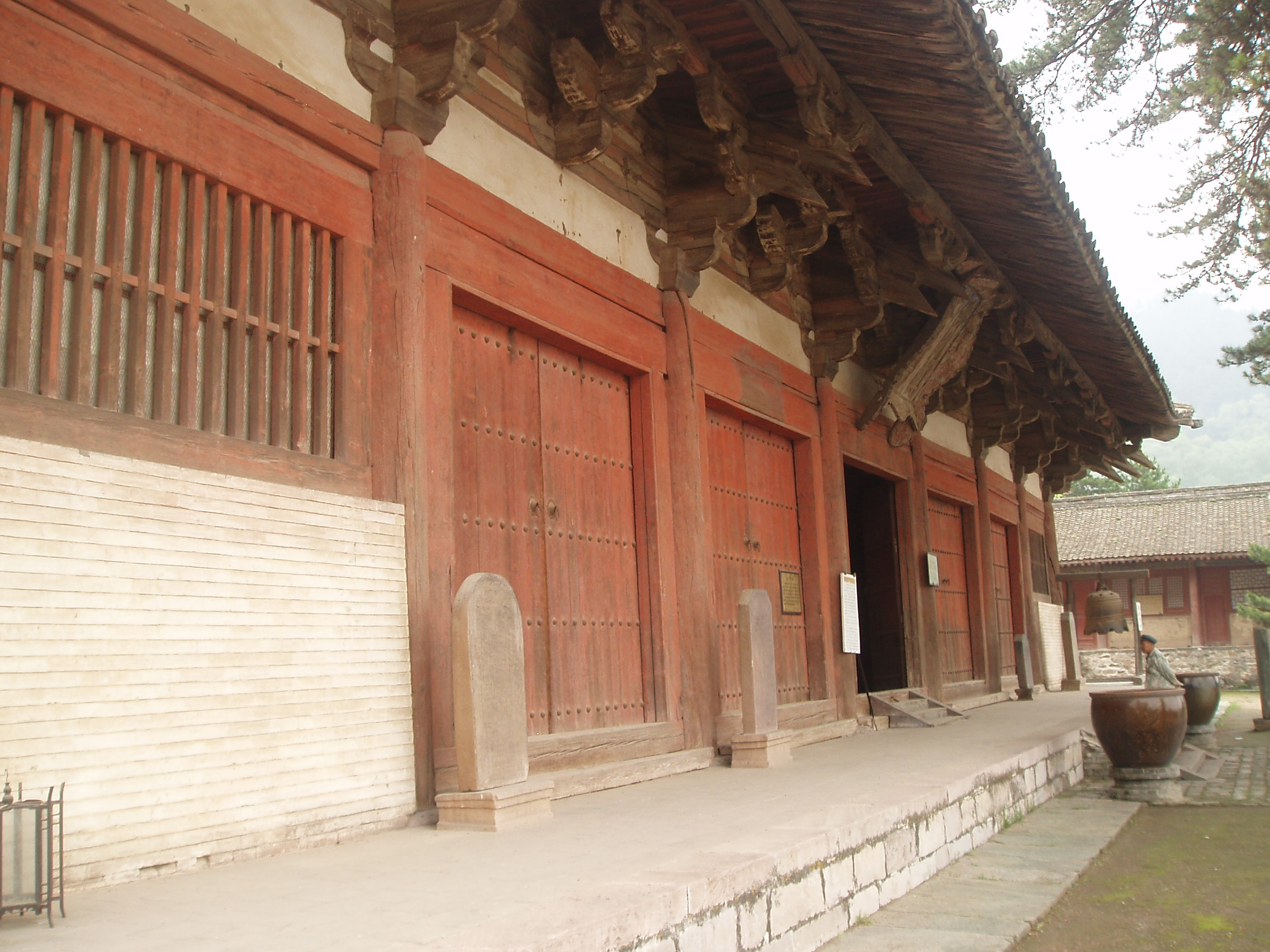
Фасад Великого Східного Залу

Великий Східний Зал (东大殿), що почав своє існування з 857 що за династії Тан, є третьою найстарішою дерев'яною будівлею Китаю після головного залу храму Наньчань, що датується 782 роком, та головним залом Храм п'яти драконів (Жуйчен), що існує з 831. Зал розташовано у крайній східній частині храму на великій кам'яній платформі. Він є одноповерховою структурою, що сягає семи на чотири травеї або 34 на 17,7 метрів, і підтримується внутрішніми та зовнішніми колонами. Угорі кожної з колон складний комплект кронштейнів, до якого входять кронштейни семи різних типів, що висотою сягають третини самих колон. Підтримуючи стелю залу, усі з комплектів кронштейнів з'єднані між собою поперечними балками у формі півмісяця, що створюють внутрішнє кільце над внутрішніми колонами та зовнішнє кільце над зовнішніми колонами. Стеля залу є решітчастою й приховує більшу частину каркаса даху. Схиблений дах та надзвичайно складні комплекти кронштейнів є доказом важливості структури Великого Східного Залу у період династії Тан. Відповідно до архітектурного трактату 11 століття, Їнцзао Фаши, Великий Східний Зал близько відповідає сьомому рангу будівель у восьмиранговій системі. Висота рангу Великого Східного Залу вказує що навіть у часи династії Тан ця будівля була дуже важливою, і жодна інша будівля з цього періоду з таким високим рангом не збереглась.
Усередині залу розташовано тридцять шість скульптур, а також настінні розписи всіх стін, що датуються періодом як династії Тан так й більш пізніми періодами. На жаль, статуї втратили більшість своєї мистецької цінності після того як їх було перефарбовано у 1930-ті. У центрі залу є платформа на якій розташовано три великі статуї Сіддгартхи, Амітабги та Майтреї, що сидять на сидіннях у формі лотоса. Кожна з цих трьох статуй оточена по боках чотирма помічниками та двома бодхісаттвами спереду. Біля кожної з платформ є статуї Манджушрі верхи на левах, а також Самантабхадри на слонах. Два небесні королі стоять на кожній зі сторін помісту. Статуя, що репрезентує благодійника залу Нін Ґун'юй і одного з монахів, що допоміг будувати зал, Юаньченя, розташовано у кінці залу. У залі є великий розпис, що зображує події, що відбувались у Джатакі, що хронікує минуле життя Будди. Менші розписи у храмі показують як Манджушрі та Самантабхадра збирають жертувальників на утримання храму.

### Зал Манджушрі

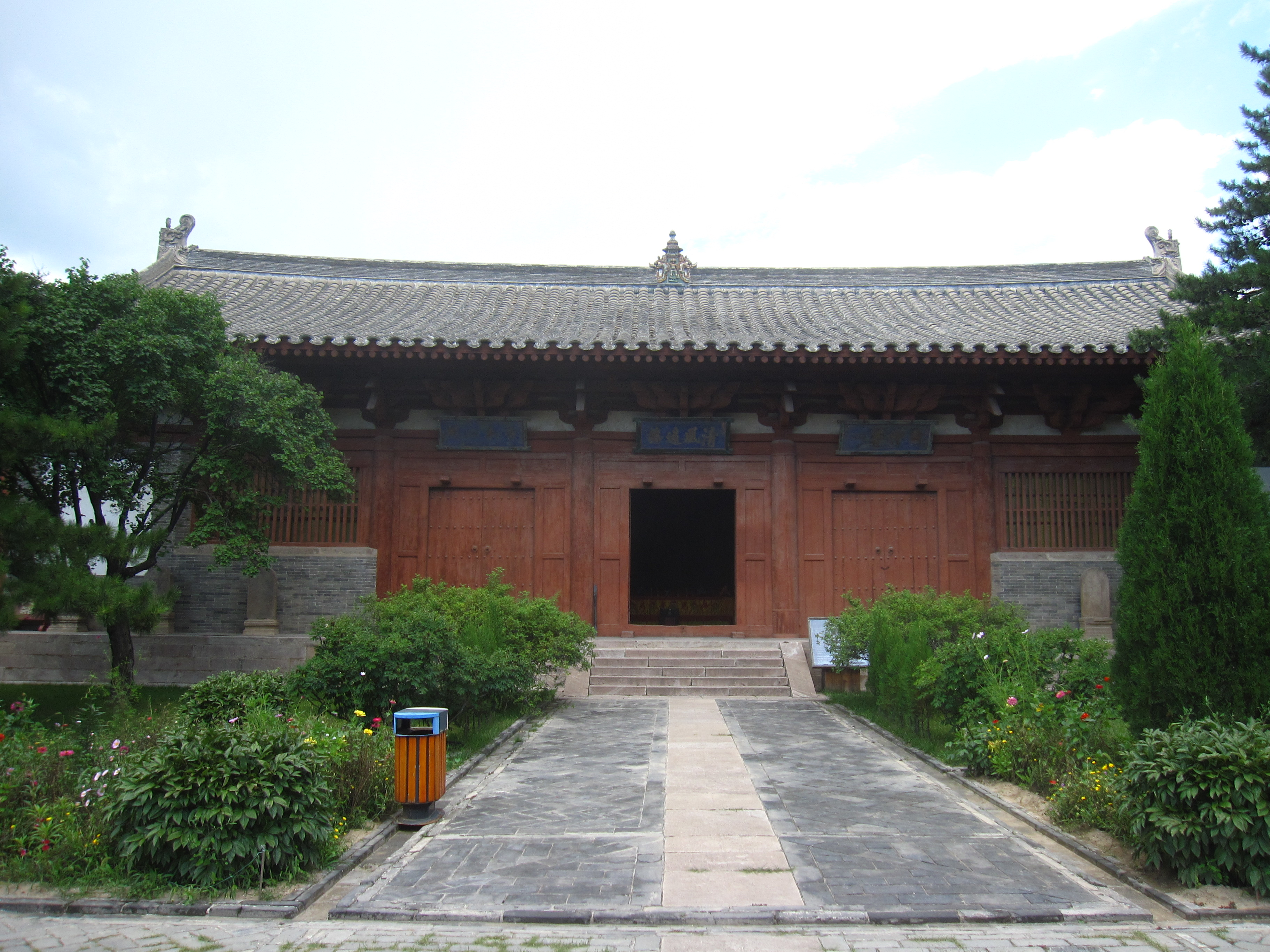
Зал Манджушрі, збудований 1137 року

На північній стороні внутрішнього двору храму розташовано зал Манджушрі Hall (文殊殿).　Його було споруджено 1137 року за династії Дзінь, він приблизно такого ж розміру як і Східний Зал, також сім на чотири травеї. Його розташовано на платформі висотою 83 см, він має троє передніх дверей та одні центральні задні двері, він має однокарнізний вальмовий дах зі щипцем. Інтер'єр залу підтримується лише чотирма колонами. Для підтримки великої стелі використовуються діагональні балки. На кожній з чотирьох стін є розписи, що зображують аргітів, створені у 1429 за династії Мін.

### Пагода Цзуши

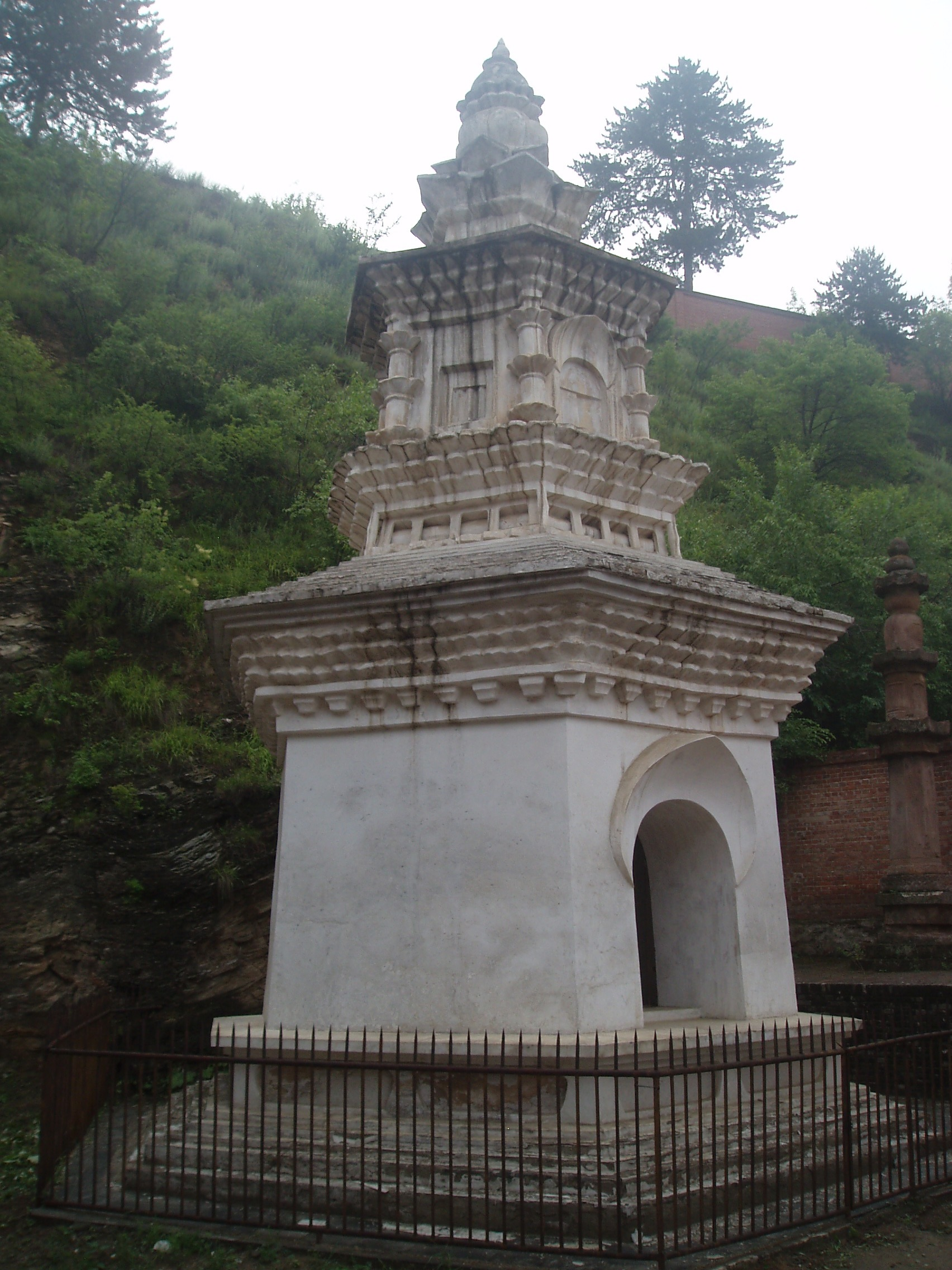
Пагода Цзуши

Пагода Цзуши (祖师塔) — це невелика поховальна пагода, що розташована на південь від Великого Східного Залу. Хоча невідомо чітко точну дату її спорудження, її було збудовано або за династії Північна Вей (386—534) або за династії Північна Ці (550—577) і вона можливо містить могилу засновника храму Фоґуан.
Вона являє собою білу 6-ти метрову пагоду шестикутної форми. Перший поверх пагоди є шестикутною кімнатою, тоді як другий поверх є чисто декоративним. Пагоду прикрашено пелюстками лотосу, на шпилі тримається вишукана пляшка у формі квітки.

### Поховальні стовпи
На території храму розміщені два поховальні стовпи династії Тан. Найстаріший з них висотою 3,24 м шестикутної форми було збудовано 857 року для запису про спорудження Східного Залу.

## Сучасність
Починаючи з 2005, Фонд глобальної спадщини (GHF) у партнерстві з університетом Цінхуа (Пекін), працює над збереженням культурної спадщини Великого Східного Залу храму Фоґуан. У залі не проводились жодні реставраційні роботи з 17 століття, й він страждає від пошкодження від води та гниття балок. Не заважаючи на те, що храм перебуває у процесі реставрації, його відкрито для відвідувачів. 26 червня 2009 року храм було визнано Світовою спадщиною ЮНЕСКО як частину гори Утай.